# منارات كيب هنري
منارات كيب هنري هي عبارة عن منارات في كيب هنري، تمثل المدخل الجنوبي لخليج تشيسابيك في ولاية فرجينيا الأمريكية. كان الموقع مهماً منذ فترة طويلة للكمية الكبيرة من حركة النقل البحري في المحيطات للمرافئ، والأنهار، والشحن البحري المتجه من الموانئ على الخليج. المنارة الأصلية كانت أول منارة مصرح بها من قبل الحكومة الأمريكية، يعود تاريخها إلى عام 1792. كما كان هذا المشروع أول مشروع بناء فيدرالي بموجب الدستور، حيث بلغ المبلغ الأصلي للعقد 15200 دولار (كان لابد من 2500 دولار إضافية لإنهاء المنارة). تم بناء منارة ثانية واكتملت في عام 1881 على بعد مسافة قصيرة بعد نشوء القلق حول استقرار الأولى. تم تعيين كلا البرجين من محطة الضوء معلمًا تاريخيًا وطنيًا في عام 1970.

## تاريخ
أول عمل للحكومة الفيدرالية الأمريكية الجديدة، أول منارة كيب هنري بنيت من الحجر الرملي أكويا وراباهانوك من قبل جون ماك كومب. واكتمل في أكتوبر 1792. كان ماك كومب أحد المهندسين المعماريين المشاركين في بناء قاعة مدينة نيويورك وسيستمر في تصميم المنارات الأخرى. استند تصميم المنارة على ضوء كيب هينلوبين 1767.كانت المنارة الجديدة ، التي يبلغ طولها 157 قدماً (48 متراً) ، مبنية من الحديد المصبوب والحديد المصنوع ، مع عدسة فرنل ذات الترتيب الأول الأكثر قوة. تضررت المنارة من قبل القوات الكونفدرالية خلال الحرب الأهلية الأمريكية، ولكن تم إصلاحها من قبل قوات الاتحاد في عام 1863، التي اعتمدت على الضوء في الملاحة. في عقد 1870، أدت المخاوف بشأن حالة وسلامة المنارة القديمة في كيب هنري في أعقاب ضربة البرق التي تسببت في شقوق كبيرة في الهيكل إلى بناء منارة جديدة أطول في كيب هنري (تصور إلى اليمين) في عام 1881، والتي تقف 350 قدم إلى الشمال الشرقي من البرج الأصلي. ظل البرج القديم واقفًا، يستخدم كعلامة نهارية وكأساس للتثليث. كانت المنارة آلية تمامًا في عام 1983 ولا تزال تستخدم حتى اليوم.

## وصف
في عام 1798، زار بنيامين لاتروب منارة كيب هنري ووصفها بأنها «هرم متراص من ثمانية جوانب، ترتفع 90 قدمًا إلى الضوء». منارة كيب هنري القديمة يبلغ قطرها 26 قدم في قاعدتها، و16 قدم في قمتها. وقد بُنِي بالحجر الرملي أكيا كريك من نفس مصدر البيت الأبيض.
كانت المنارة الجديدة، التي يبلغ طولها 157 قدماً (48 متراً)، مبنية من الحديد المصبوب والحديد المصنوع، مع عدسة فرنل ذات الترتيب الأول الأكثر قوة. وهي المنارة الوحيدة على ساحل ولاية فرجينيا التي لا تزال مجهزة مع عدسة فرينل من الدرجة الأولى.

## حفاظ
تم الحصول على المنارة الأقدم في عام 1930 من قبل منظمة الحفاظ على فيرجينيا (المعروفة سابقًا باسم رابطة الحفاظ على آثار فيرجينيا). وقد أضيفت بطانة من الطوب ودرج حديدي إلى الداخل. المنارة مفتوحة للجمهور ويمكن التمتع برؤية جيدة من منصة المراقبة. تم تعيينه معلما تاريخيا وطنيا في 29 يناير 1964. وفي عام 2002، عينت الجمعية الأمريكية للمهندسين المدنيين المنارة كمعلم تاريخي وطني للهندسة المدنية.

تقع المنارات في مدينة فيرجينيا بيتش ضمن حدود قاعدة البعثات المشتركة الشرقية، وهي قاعدة للبحرية. نصب (كيب هنري) التذكاري بجوار المنارات.

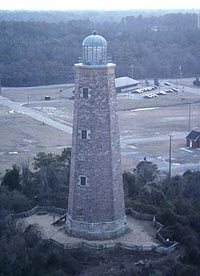
أول برج في عام 1995
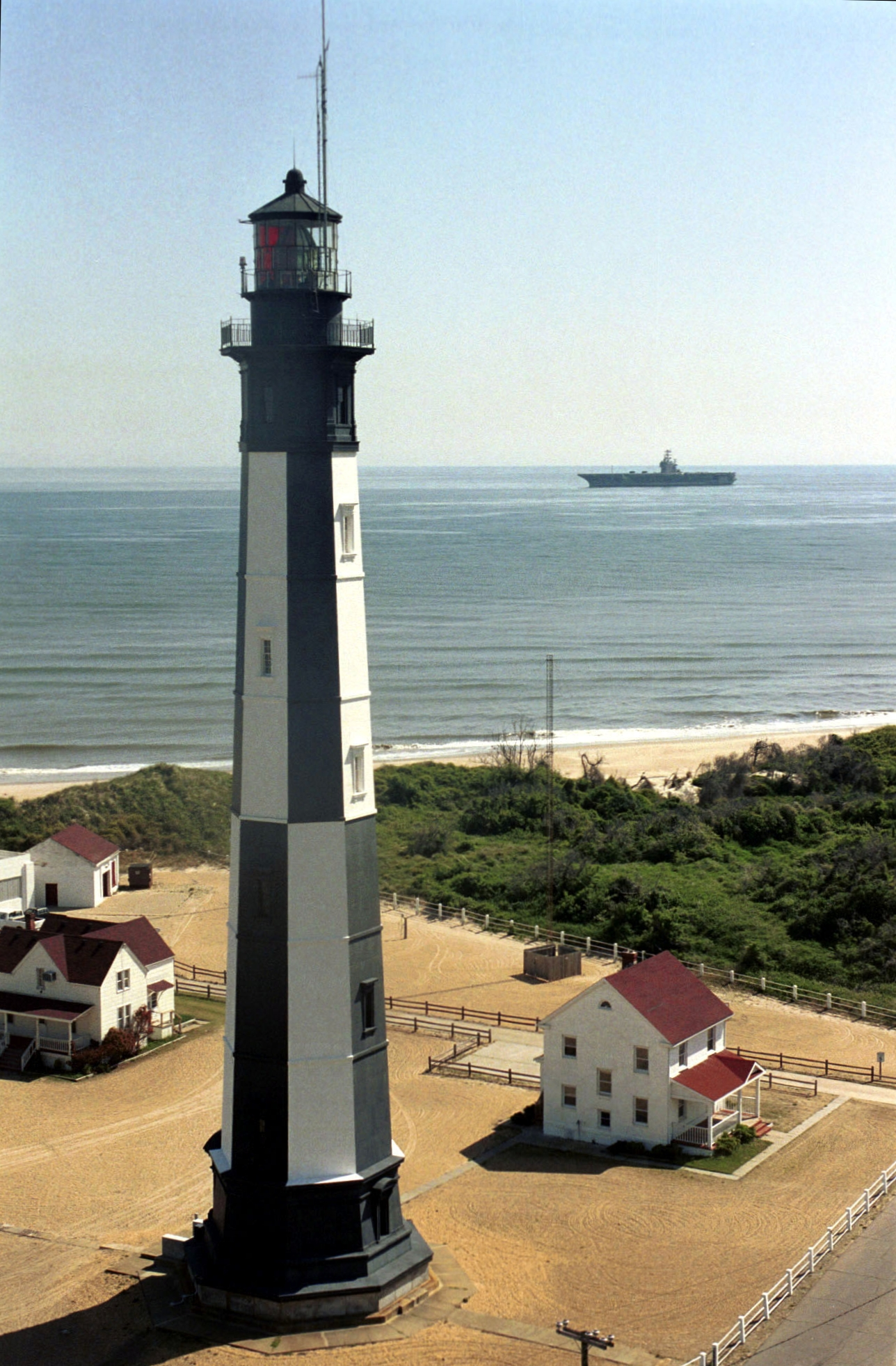
البرج الثاني، صورة حديثة
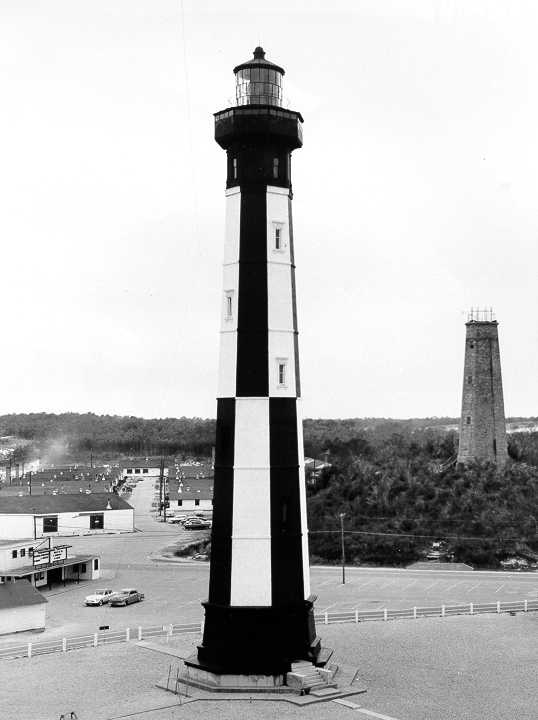
البرج الثاني، أرشيف خفر السواحل الأمريكي
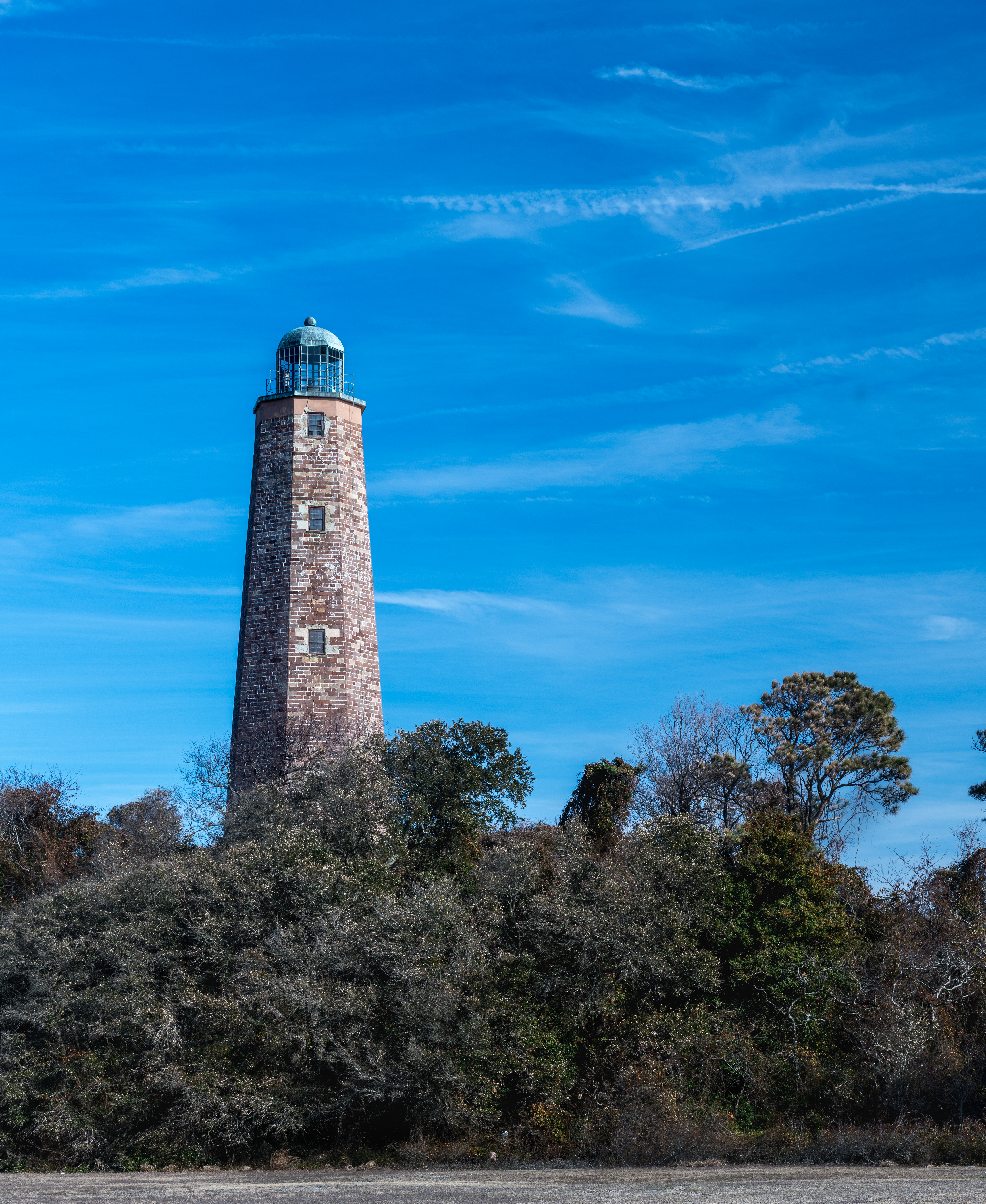
أول منارة لكيب هنري، أقيمت 1792، في عام 2017
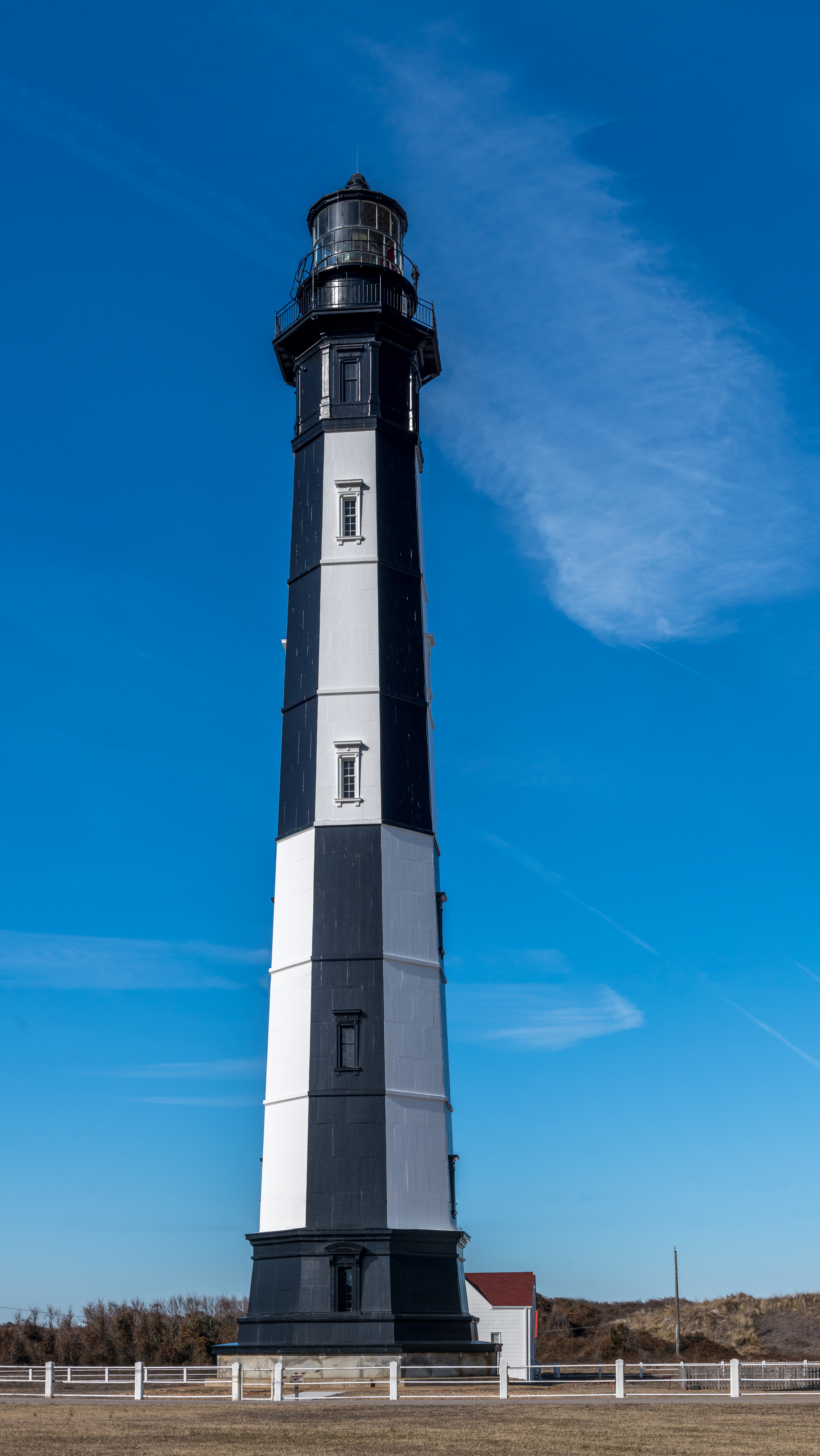
المنارة الثانية لكيب هنري، التي أقيمت عام 1881، في عام 2017
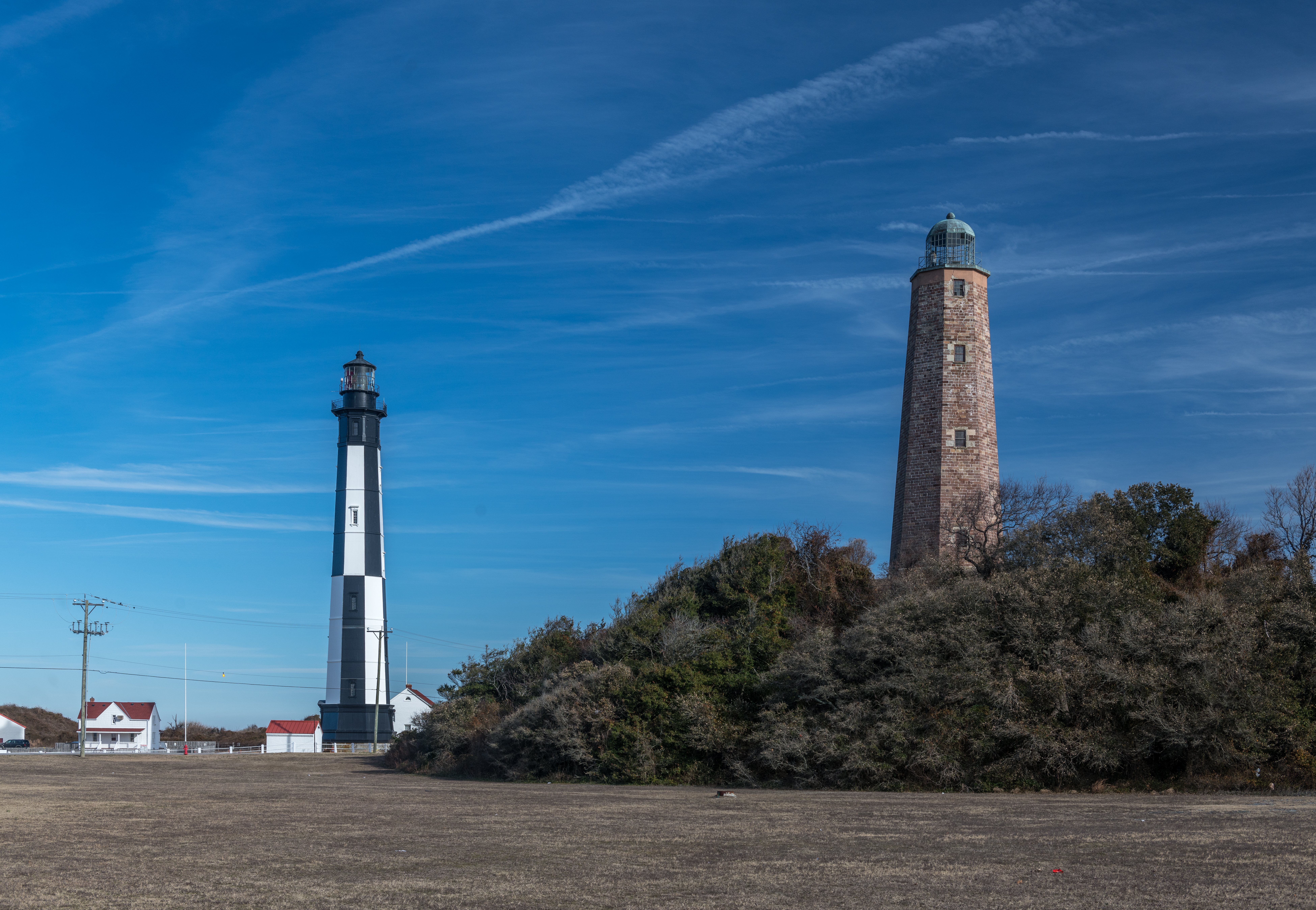
كلا المنارة في عام 2017